# Clifton Webb
Webb Parmelee Hollenbeck (født 19. november 1889, død 13. oktober 1966), kendt professionelt som Clifton Webb, var en amerikansk skuespiller, danser og sanger.
Webb var fra 1910'erne og fremefter en fremtrædende teaterskuespiller. Han medvirkede i mange Broadway-produktioner i årene 1913-1946. Hans filmdebut gjorde han først som midaldrende, bortset fra et par roller i stumfilm. Han var populær i 1940'erne og 1950'erne, især i komedieroller.
Han var Oscar-nomineret tre gange for bedste mandlige birolle i filmene Laura og Knivens æg samt bedste skuespiller i filmen Her Går Det Godt, hvor han spillede en utraditionel barnepasser. Selvom han ikke vandt i nogen kategori, fik han i stedet en Golden Globe for rollen i Knivens æg. En anden populær rolle han lavede som en far i komediefilmen Det er mængden der gør det fra 1950.
Clifton Webb har en stjerne på Hollywood Walk of Fame på adressen 6850 Hollywood Blvd.